# Недогарський НВК
Недогарський НВК (Олександрійський район) (рос. Недогарский УВК) — навчальний заклад  в Російській імперії, заснований у  1905 році в селі Недогарки.

## Опис
Недогарський НВК був заснований в 1905 році як середня школа. Під часДругої світової війни школу було частково зруйновано. Після Другої світової війни було відбудовано 8-ми річну школу.
В 1973 році колгосп імені В.Ульянова розпочав будівництво нової школи. Головою колгоспу на той час був Ткаченко Василь Степанович, який за сумлінну працю був нагороджений Орденом Леніна. У 1976 році  приміщення було готове прийняти своїх вихованців. 1 вересня 1976 року учні вперше переступили поріг нової школи. У восьмирічній школі працювало 15 вчителів та навчалося 145 учнів.
Першим директором нової школи був Котко Іван Федорович. В 1991 році нова школа випустила перших вихованців.

## Директори
- Котко Іван Федорович
- Демидчик Віктор Романович
- Калашнік Валентина Іванівна (1993-2017 рр.)
- Радіонова Олена Василівна (2017-2018 рр.)
- Берун Ірина Олександрівна (виконуюча обов'язки директора з 2018 р.)

## Відомі вихованці
- Назаров Володимир Федорович — академік
- Середа Іван Петрович — професор
- Черниш Іван Григорович — академік
- Колєснік Станіслав Гаврилович — поет, журналіст
- Шатравко Григорій Юхимович -полковник, викладач військової академії
- Середа Анатолій Семенович — військовий прокурор
- Колосович Микола Петрович — аспірант науково — дослідницького інституту